# The Beatnicks
The Beatnicks – film z roku 2000, którego reżyserem jest Nicholson Williams.

## Obsada
- Norman Reedus jako Nick Nero
- Mark Boone Junior jako Nick Beat (jako Mark Boone jr)
- Élodie Bouchez jako Nica
- Eric Roberts jako Mack Drake
- Patrick Baachau jako Hank
- Lisa Marie jako Sophie
- John Gries jako B Cool
- Jovan Brown jako Devi
- Bruce Comtois jako Bouncer
- Camilla Overbye Roos
- Vick Sabitjian jako kierownik restauracji
- Nicholson Williams jako pianista
- Marc Wint jako Landlord